# Swain megye
Swain megye az Amerikai Egyesült Államokban, azon belül Észak-Karolina államban található. Megyeszékhelye és legnagyobb városa Bryson City. Lakosainak száma 14 117 fő (2020. április 1.). Swain megye Sevier, Haywood, Jackson, Macon, Graham és Blount megyékkel határos.

## Népesség
A megye népességének változása:
| Lakosok száma | 13 996 | 13 999 | 14 099 | 14 058 | 14 434 | 14 117 |
|               | 2010   | 2011   | 2012   | 2013   | 2015   | 2020   |